# Crystalbrain - L'uomo dal cervello di cristallo
Crystalbrain - L'uomo dal cervello di cristallo (Transplante de un cerebro) è un film di coproduzione spagnola e italiana di genere horror fantascientifico del 1970, diretto da Juan Logar.

## Trama
Il ricco giudice londinese Clifton Reynolds, resosi conto di essere prossimo alla morte per la diagnosi di un tumore cerebrale, accetta un rivoluzionario e pericoloso trapianto di cervello propostogli dal professor Chalmers. Il donatore è Ginetto Lamberti, il quale istigato dal fratello biscazziere Vittorio, con la prospettiva di raggranellare soldi facili, nasconde un grande quantitativo di diamanti su una nave, ma viene ucciso da una banda rivale.
Una volta effettuato il trapianto con successo, Clifton inizia a comportarsi come Ginetto, finendo per assumerne la personalità, ripercorrere il suo passato e stravolgendo anche il presente, comportandosi come fosse nella realtà il giovane di cui ha ereditato anche il cervello e coinvolgendo anche Mariella, la fidanzata di Ginetto, all'oscuro di tutto.
Sempre più travolto dalle emozioni e sull'orlo dell'instabilità psicologica, Clifton confessa a Mariella di essere Ginetto ma verrà ucciso proprio dal chirurgo che gli aveva salvato la vita, non rendendosi comunque conto di averlo condannato ad una esistenza impossibile. Il film si chiude con una citazione di Tagore, «L'onda viene, l'onda va. La vita molto spesso non è una vita. La vita e la morte sono due momenti di una stessa vicenda».

## Produzione
Il film venne girato per gli interni negli studi di Cinecittà a Roma e negli Estudios Cinematograficos Roma di Madrid; gli esterni furono girati a Londra, Madrid e a Cetara, nella costiera amalfitana. I titoli di lavorazione furono Il segreto del dottor Chalmers e L'uomo che visse due volte.

## Distribuzione
Il film in Italia ebbe il visto di censura n. 56.660 del 17 settembre 1970 con una lunghezza di 2.445 metri; ebbe la prima proiezione il 23 dicembre 1970. In Spagna venne proiettato due anni più tardi, il 14 febbraio 1972.